# 3745 Petaev
A 3745 Petaev (ideiglenes jelöléssel 1949 SF) a Naprendszer kisbolygóövében található aszteroida. Karl Wilhelm Reinmuth fedezte fel 1949. szeptember 23-án.